# Эвакуация Эрмитажа

Упаковка коллекции Эрмитажа перед эвакуацией

Эвакуация Эрмитажа — беспрецедентная в истории музейного дела эвакуация более миллиона 200 тысяч экспонатов Государственного Эрмитажа в тыл Советского Союза, город Свердловск, в июле 1941 года, и организация музейной, научной, культурно-просветительной работы филиала Эрмитажа под руководством профессора В. Ф. Левинсона-Лессинга в Свердловске.

## Подготовка
Осознавая угрозу войны, советское руководство начало готовить планы эвакуации не только промышленности, но и культурных ценностей. Так, коллекция Государственного Эрмитажа должна была уехать в Молотов и Свердловск, где перед войной побывали сотрудники музея, чтобы осмотреть предназначенные для хранения здания. В 1939 году Эрмитажу в Ленинграде было отведено отдельное здание, где начали заготавливать ящики и упаковочный материал, которые к началу Великой Отечественной войны были наготове.

## Проведение эвакуации

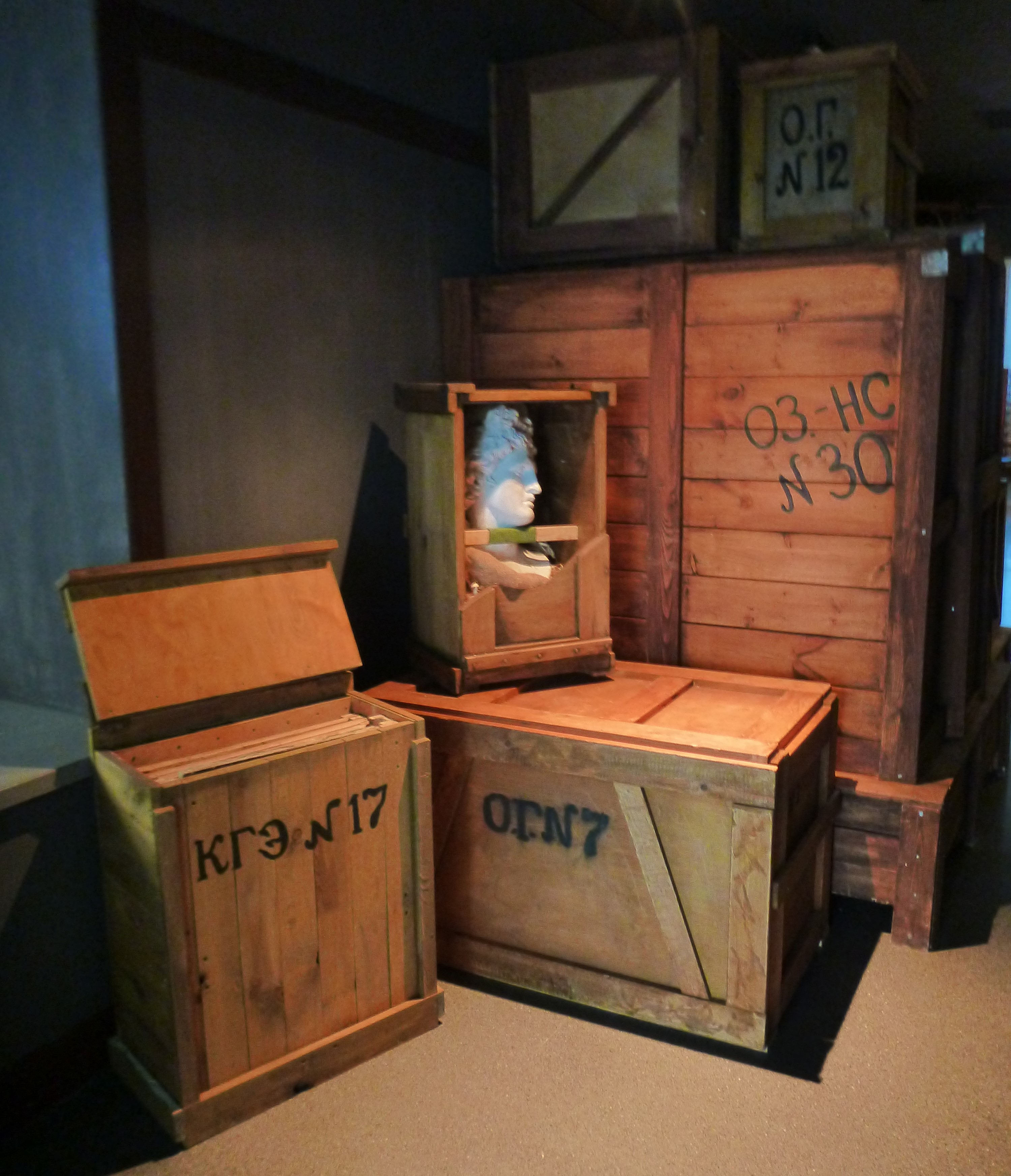
Реконструкция упаковки экспонатов Эрмитажа, Екатеринбургский музей изобразительных искусств

Упаковка коллекции Эрмитажа началась 23 июня 1941 года. Эвакуации подлежало более миллиона экспонатов, в первую очередь холстов и графики, которые могли пострадать от неблагоприятных условий хранения. В этой работе сотрудникам музея помогали добровольцы, солдаты и курсанты ленинградских военных училищ.
В ночь на 1 июля первый состав с эрмитажными коллекциями отправился из Ленинграда, его сопровождали 17 сотрудников с семьями во главе с хранителем картинной галереи Владимиром Левинсоном-Лессингом. Только он знал, что эшелон проследует в Свердловск. В эшелоне было 22 вагона с 500 тысячами экспонатов, бронированный вагон для ценностей, два вагона для охраны и сотрудников музея с семьями, платформы с зенитными орудиями и пулемётами.
Первый эшелон прибыл на станцию назначения 6 июля и был выгружен в Свердловской картинной галерее на ул. Вайнера, 11, — этот адрес на время войны стал временным для Эрмитажа. Дополнительно сотрудникам Эрмитажа предоставили помещения в костёле Святой Анны и Антирелигиозном музее, где были обустроены рабочие места для сотрудников — в доме было печное отопление.
Тем временем в Ленинграде упаковка коллекции продолжилась, рабочий день сотрудников начинался в 9 утра и заканчивался в 21.30. 20 июля ушёл второй эшелон, с которым также уехали 16 сотрудников Эрмитажа, 700 тысяч экспонатов в 1422 ящиках, загруженные в 23 вагона. К 30 июля и он прибыл в Свердловск.
Третий эшелон отправить не успели, кольцо блокады вокруг Ленинграда замкнулось.

## Организация работы филиала в Свердловске

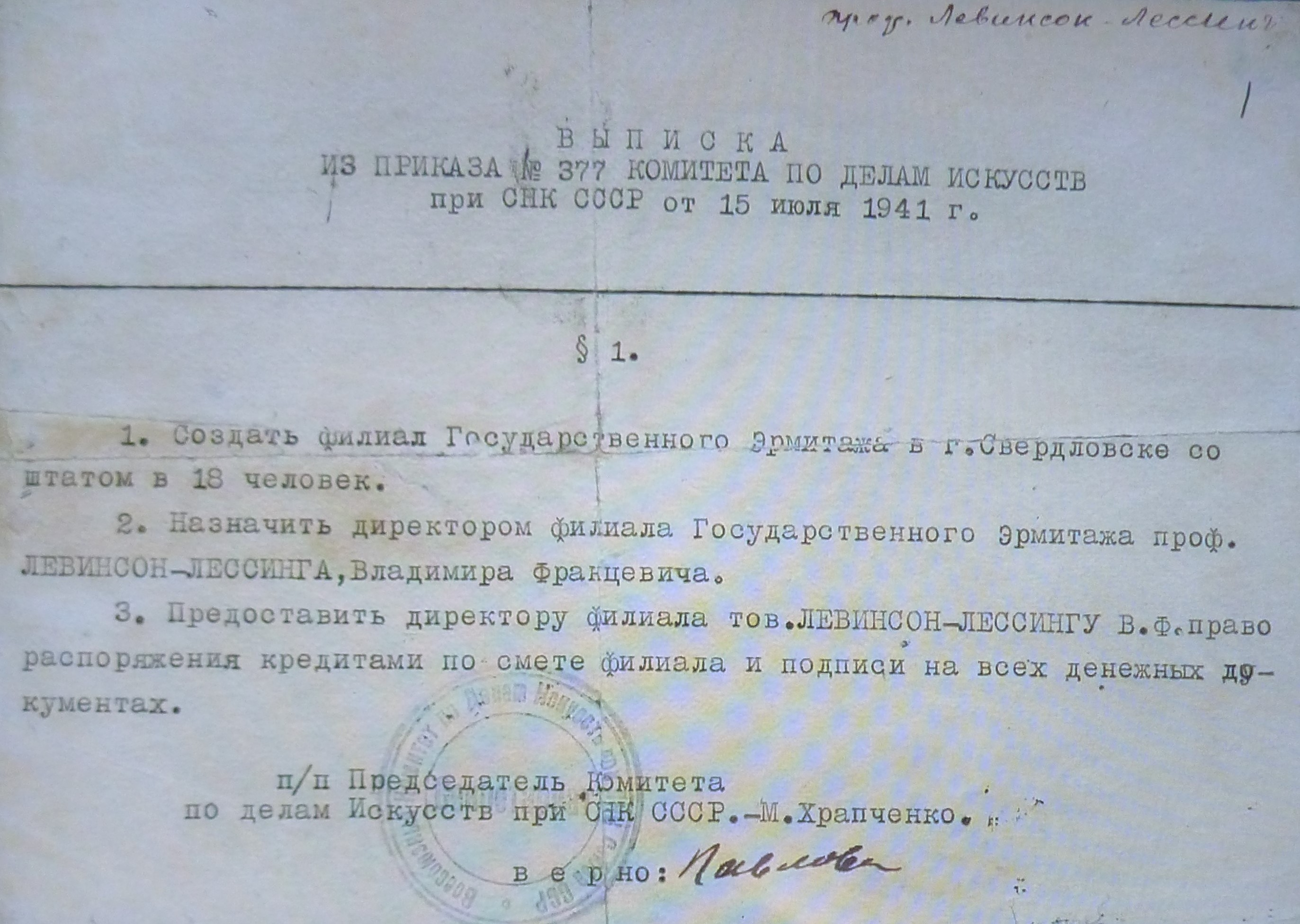
Выписка из приказа Комитета по делам искусства при СНК СССР об организации филиала Эрмитажа в Свердловске

Филиал Эрмитажа в Свердловске (в составе 18 сотрудников) был образован 15 июля 1941 года приказом Комитета по делам искусства при СНК СССР. Тем же приказом директором филиала был назначен Владимир Францевич Левинсон-Лессинг.
«Он не случайно был выбран руководителем филиала. Западноевропейский отдел Государственного Эрмитажа — один из самых крупных отделов музея, в нём очень много секторов, занимающихся разными направлениями и периодами искусства, — рассказывает заместитель директора по выставкам и развитию Екатеринбургского музея изобразительных искусств Юлия Сирина. — Очень важно, что Владимир Францевич был способен заниматься не только научно-исследовательской, но и организационно-управленческой работой. Эти качества — самоотверженного исследователя и управленца, руководителя, готового брать на себя большую ответственность — редко совмещаются в одном человеке. Он хотел пойти на фронт — кстати, как и Орбели… Все фонды, отправленные в Свердловск, прикреплялись к Левинсону-Лессингу, а Орбели теперь отвечал за практически пустой Зимний дворец».
В Свердловске основные коллекции Эрмитажа разместились в картинной галерее, причём ящики с экспонатами громоздились до самого потолка. Опасаясь за прочность перекрытий, их укрепили дополнительными бетонными столбами и уменьшили пролёты между ними. В галерее также была создана замурованная комната для хранения сокровищ.

## Возвращение к научной работе
В сентябре 1942 года Левинсон-Лессинг отправляется на самолёте в осаждённый Ленинград со списками книг и документов, необходимых его сотрудникам для продолжения научной работы. Несколько недель ушло на то, чтобы собрать и упаковать библиотеку и рукописи, которых набрался целый вагон, и уговорить некоторых сотрудников оставить Ленинград и отправиться в эвакуацию. Ранее Орбели, понимавший, как важно сохранить не только жизни людей, но и научное «ядро» Эрмитажа, добился перевода ряда эвакуированных в разные регионы страны сотрудников в Свердловск.
Левинсон-Лессинг взял с собой в Свердловск шестерых сотрудниц, многие из которых были настолько истощены, что даже не могли самостоятельно собрать вещи. Двое из них скончались уже по прибытии в тыл, но весь путь под опекой Владимира Францевича проделали благополучно: на катере через обстреливаемую артиллерией Ладогу, затем поездом до Москвы и оттуда до Свердловска.
Доставленные в Свердловск книги и личные архивы позволяют сотрудникам вернуться к научной и музейной работе: продолжается подготовка «Истории западноевропейского искусства», проводятся экспедиции по изучению материальной культуры Урала.
Евгения Георгиевна Пчелина и Татьяна Алексеевна Измайлова заканчивают в Свердловске кандидатские диссертации и успешно защищаются в Московском университете в 1944 году.
Востоковеды Милица Эдвиновна Матье и Исидор Менделевич Лурье в 1945 году защищают докторские диссертации.
Археологи Григорий Дмитриевич Белов, Михаил Петрович Грязнов и Александр Александрович Иессен завершают монографии, которые увидят свет сразу после войны.
Когда в Свердловске стало известно о работе Эрмитажа в эвакуации, начались приглашения с лекциями в трудовые коллективы, госпитали, учебные заведения. Научного сотрудника Валентину Николаевну Березину зимой 1942 года даже прикрепляют в качестве постоянного лектора к санитарному поезду. К 1944 году количество прочитанных лекций достигло 1156! Очевидцы вспоминают, что в актовом зале Свердловского государственного университета им. Горького на лекциях о великих мастерах эпохи Возрождения, творчестве Рембрандта и Рубенса яблоку негде было упасть: люди сидели на полу и, что называется, «висели на люстрах», только чтобы прикоснуться к миру искусства.

## Преподавательская работа сотрудников
В 1942—1943 годах работники Эрмитажа подключаются к преподавательской деятельности. Левинсон-Лессинг читает лекции студентам эвакуированного Московского университета. Анна Алексеевна Передольская ведёт в Свердловском государственном университете курс истории античного искусства, Александр Александрович Иессен — курс «Основы археологии», Алиса Владимировна Банк — курс по истории византийского искусства, Кира Федоровна Асаевич — по истории русского искусства. Ряд сотрудников читает лекции в Педагогическом, Юридическом, Медицинском и Индустриальном институтах.

## Помощь в музейной работе
Работая в Свердловске, сотрудники Эрмитажа подключаются к изучению коллекций Свердловского краеведческого музея, помогают другим музеям Урала. Они проводят атрибуции и экспертизы картин и гравюр, монет и медалей, произведений прикладного искусства и археологических памятников, организовывают консультации и семинары по реставрации картин, помогают в создании музейных экспозиций Свердловского областного краеведческого музея, Свердловской картинной галереи, Музея революции, Художественного музея Нижнего Тагила. Созданной в 1936 году картинной галерее Левинсон-Лессинг предоставляет книги для научной библиотеки, оказывает методическую помощь и помощь в реставрации принадлежавших ему картин.
В 1943 году филиал Эрмитажа открывает выставку «Военная доблесть русского народа», на которой были представлены картины, рисунки и гравюры из коллекции ленинградского музея.
По окончании войны Эрмитаж оставил в дар Свердловску ценные скульптуры, картины и предметы декоративно-прикладного искусства, составившие основу местной художественной коллекции.
За культурную помощь, оказанную в годы эвакуации музеям, учебным заведениям и учреждениям культуры Свердловска и области, 4 октября 1945 года Исполком Свердловского областного Совета депутатов трудящихся объявил благодарность всем сотрудникам Эрмитажа, особенно отметив профессоров В. Ф. Левинсона-Лессинга, А. А. Быкова, М. Э. Матье, Т. Д. Каменскую, старшего реставратора Федора Антоновича Каликина, старшего научного сотрудника К. Ф. Асаевич.
«Опорой стойкости Эрмитажа и его голодных защитников было твердое знание того, что основные коллекции музея не погибнут, даже если погибнут они сами. Четкость проведенной эвакуации была залогом того, что и дальше коллекции, бережно уложенные в деревянные ящики, не пропадут, будут окружены вниманием и заботой. Свердловск стал тем местом родной земли, где эвакуированный Эрмитаж нашел защиту», — сказал о подвиге эвакуации Эрмитажа его директор М. Пиотровский.